# Siegfried Junghans (Erfinder)
Siegfried Junghans (* 3. Juli 1887 in Schramberg im Schwarzwald; † 5. September 1954 in Schorndorf, Württemberg) war ein Erfinder.

## Leben
Junghans war ein Sohn des Uhrenfabrikanten Arthur Junghans und dessen Frau Maria Luise (geborene Hauff, 1852–1917). Er hatte sieben Geschwister: Erwin (1875–1944), Oscar (1876–1927), Gertrud (1879–1953), Walther (1882–1920), Erika (1884–1975), Helmut Junghans (1891–1964) und Maja (1892–1938). Er trat am 1. April 1906 in die Kaiserliche Marine ein. Nach seiner Ausbildung zum Seeoffizier von 1906 bis 1909 diente er bis zum Jahre 1914 als aktiver Seeoffizier. Während des Ersten Weltkriegs war er Kommandant von Torpedobooten und zuletzt Chef der Schnellboot-Division in Flandern. Am 13. Juli 1916 erhielt er das Patent zum Kapitänleutnant und schied nach Kriegsende am 22. November 1919 aus dem aktiven Dienst aus.
Nach seiner militärischen Karriere studierte er an der Technischen Hochschule in Stuttgart Metallurgie und analytische Chemie.
Von 1919 bis 1935 hatte er die technische und kaufmännische Leitung der Messingwerke Schwarzwald AG, die sich bis 1931 im Besitz seiner Familie befand. Ferner war er 1927 bis 1931 Vorstandsmitglied der Gebrüder Junghans AG in Schramberg. Er hatte die Gesamtführung der Schwarzwälder Metallhandel AG (1923–1936) und eine technisch leitende Stelle. 1931 wurden die Messingwerke von der Wieland-Werke A.G. übernommen und er arbeitete bis 1965 in dieser Firma. Im Anschluss machte er sich  selbstständig, um sein Verfahren auf alle Metalle anzuwenden. Er patentierte eine nicht-harmonische mould Oszillation, bei der die sich hin- und herbewegende Form, das Risiko verringerte, dass das geschmolzene Metall beim Erstarren an der Form haften blieb. Er betrieb in Deutschland die erste Fabrik für Stranggießen. Irving Rossi  (1889–1991), der aus New York stammte, war für die kommerzielle Nutzung des Verfahrens verantwortlich, das bald sowohl in Europa als auch in Amerika weit verbreitet war und nach ihnen „Junghans-Rossi-Verfahren“ genannt wurde. Nachdem das Stranggießen von Nichteisenmetallen allgemeine Praxis war, konzentrierte er sich auf das Gießen von Stahl und baute dazu einen Heißwindkupolofen. Der Zweite Weltkrieg beendete die Zusammenarbeit mit Irving Rossi, so dass zwei unabhängige Entwicklungen zum Stranggießen entstanden. Junghans hatte seit längerem Pläne auch Stahl in seinen Maschinen zu gießen. Er konnte diese Arbeit jedoch erst 1948 wieder aufnehmen. Der ersten Stahlguss erfolgte im März 1949 in Schorndorf, wo er während des Krieges seine Werke errichtet hatte. Nachdem er seine Experimente zunächst trotz hoher Kosten privat durchgeführt hatte, schloss er im September 1950 einen Vertrag mit der Mannesmann A. G. In deren Werken in Huckingen wurde eine Versuchsanlage errichtet, in der das Verfahren in Zusammenarbeit mit Junghans entwickelt wurde. Andere Stahlunternehmen trafen bald ebenfalls Vereinbarungen mit Junghans. In Deutschland wurde ein Konsortium gebildet, um den Prozess zu nutzen, und eine Reihe von kommerziellen Anlagen installiert.

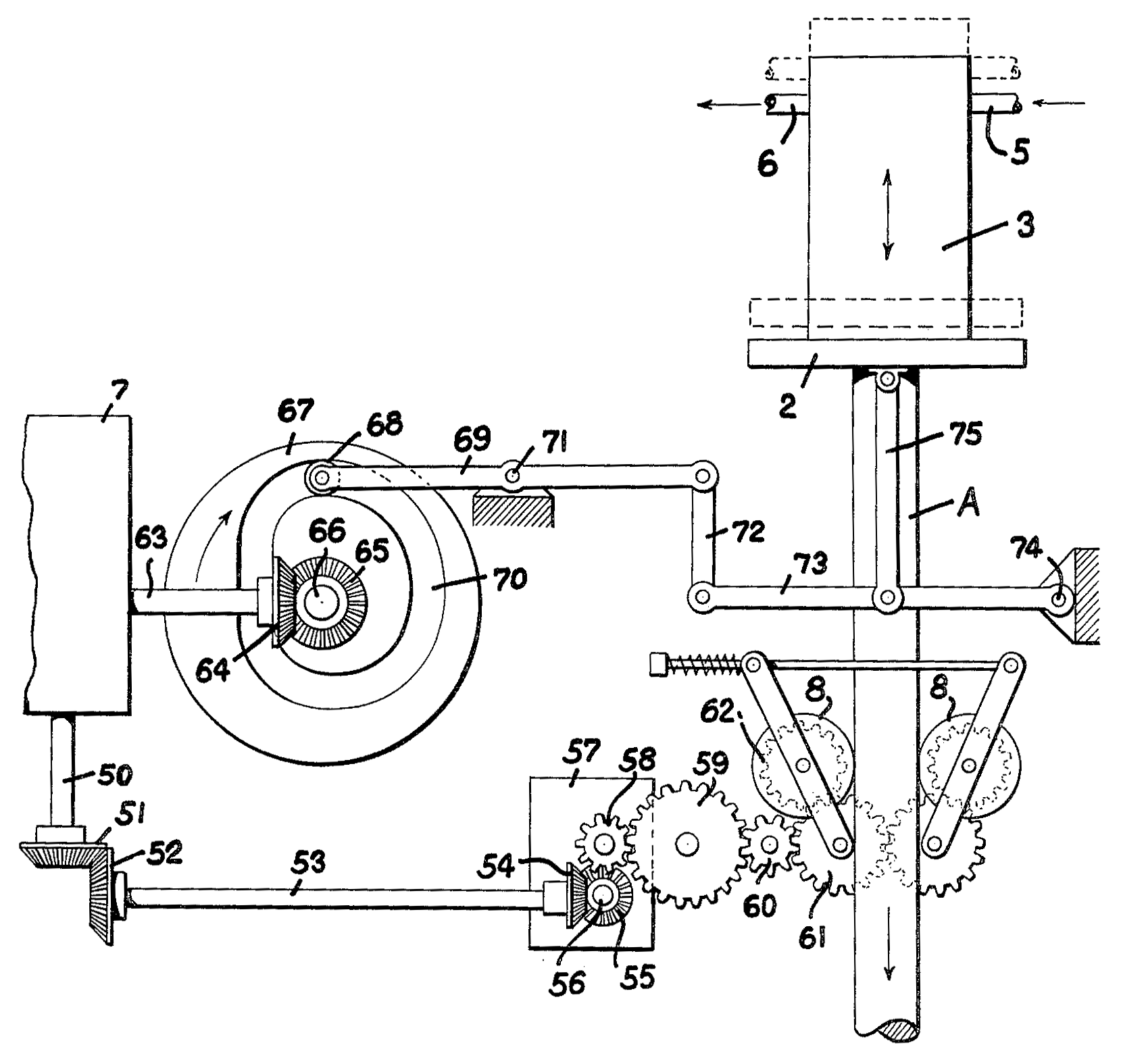
Patent US2135184 zum Continuous casting

Junghans hat zahlreiche Patente zu seinen Erfindungen eingereicht.

## Ehrungen
- 1951 erhielten er und sein Bruder Helmut von der Technischen Hochschule in Stuttgart den Titel eines Dr.-Ing. h. c. verliehen.[7]
- 1952: Verdienstkreuz (Steckkreuz) der Bundesrepublik Deutschland.